# گیاه‌پارچ پالاوان
گیاه‌پارچ پالاوان (نام علمی: Nepenthes palawanensis)، یک گونه از سرده گیاه‌پارچ‌ها و بومی قله سلطان (Sultan Peak) در جزیره پالاوان در فیلیپین است که در ارتفاعات ۱۱۰۰ تا ۱۲۳۶ متری از سطح دریا رشد می‌کند.
در فوریه ۲۰۱۰ توسط جسون سروانیکا (Jehson Cervancia) و استوارت مکفرسان (Stewart McPherson) کشف شد. به نظر می‌رسد که این گونه از نزدیک به گیاه‌پارچ اتنبرا، که در نزدیکی کوه ویکتوریا رشد می‌کند، نزدیک است.
گیاه‌پارچ پالاوان را می‌توان از گیاه‌پارچ اتنبرا با پارچ‌های آن متمایز کرد، پارچ‌هایی که حتی بزرگتر هستند، گاهی بیش از ۳۵ سانتی‌متر ارتفاع دارند، و با ظرفیت ۱٫۵ تا ۲ لیتر آب. (بزرگ‌ترین پارچ‌ها برای گیاه‌پارچ راجا باقی مانده‌اند) تفاوت دیگر با گیاه‌پارچ اتنبرا این است که پارچ‌های گیاه‌پارچ پالاوان با موهای نارنجی تا قرمز پوشانده شده‌اند.
گیاه‌پارچ پالاوان به‌عنوان شماره ۴ در «ده کشف برتر گونه‌های جدید خارق‌العاده و عجیب از دهه گذشته» کریس پکهام (Chris Packham) در برنامه دهه اکتشاف بی‌بی‌سی، اولین بار در ۱۴ دسامبر ۲۰۱۰ پخش شد.
کشف گیاه‌پارچ اتنبرا توسط تیمی که شامل مک فرسون بود، به جلب حمایت محلی برای حفاظت از رشته کوه ویکتوریا کمک کرد. پس از کشف گیاه‌پارچ پالاوان، امید می‌رفت که حمایت‌های مشابهی از دامنه سلطان انجام شود. تا به امروز، هیچ‌یک از کوه‌ها وضعیت حفاظت شده‌ای نداشته‌اند.
گیاه‌پارچ پالاوان دورگه‌های طبیعی را با یک آرایه شبیه گیاه‌پارچ فیلیپینی تشکیل می‌دهد.